# 香港民主女神像 (反修例運動)

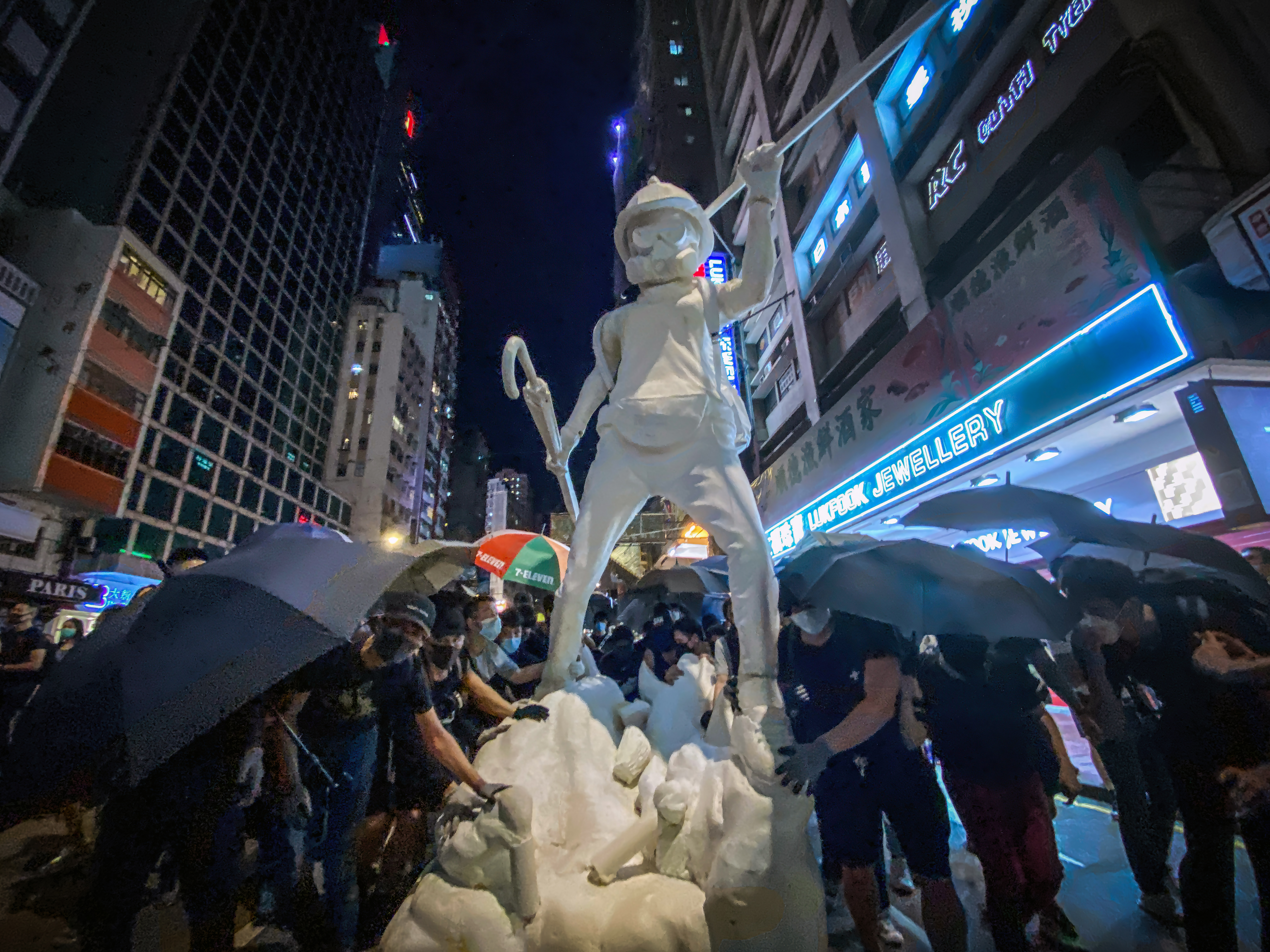
香港民主女神像在遊行中被展示

香港民主女神像（英語：Lady Liberty Hong Kong）是2019年香港反對《逃犯條例》修訂草案運動的標誌性藝術品之一，高約4.5米，重約80公斤，由香港連登討論區一群熱愛藝術及設計的市民以反修例前線示威者造型為設計藍本自發製作。香港民主女神像於2019年8月31日於香港中文大學文化廣場公開展出，向世界宣揚港人不畏強權的抗爭精神。女神亦於9月6日於遮打花園舉行的「反濫捕、抗威權集會」展出，期後移至香港大學。

## 設計
團隊在2019年8月共設計9款香港民主女神像，在網上進行投票，選出屬於香港人的民主女神，並成功於6小時內眾籌逾20萬港元，短短用了一天時間，項目成功籌得203,933港元，達到目標金額。部分製作支出由團隊義務工作承擔，計劃花費約5萬港元作成本開銷。餘下15萬港元捐予有關機構繼續推動反修例運動。
參與製作的人員：
- 核心團隊15人
- 文宣團隊5人
- 平面設計團隊30人
- 3D設計團隊10人
- 3D打印團隊30人
- 金屬結構團隊10人
- 雕塑製作團隊25人
- 逆權司機5人
- 運輸及場地組裝團隊20人
- 8千位參與投票設計草稿的網民

香港民主女神像的設計理念，源自反修例運動示威者的裝束：頭戴黃色頭盔、眼罩及俗稱「豬嘴」的防毒面具；右手拿着雨傘垂下，是抵擋催淚煙的防具；左手手持寫上「光復香港，時代革命」的旗幟，象徵港人在曠日持久的反送中運動中，面對槍林彈雨，催淚彈的洗禮，仍然發聲的勇武精神。

## 事件

### 香港中文大學公開展出
2019年8月31日，4米高的「香港民主女神像」於香港中文大學文化廣場公開展出。香港民主女神像戴有頭盔、眼罩和防毒面具，右手持雨傘，左手持「光復香港 時代革命」的旗幟，象徵港人在反修訂《逃犯條例》運動，面對槍林彈雨，仍堅持發聲的「勇武精神」。團隊原希望趕及8.31民陣集會，並將雕塑豎立在遮打花園現場為香港人加油，但警方最終反對民陣集會。經過商討後，團隊決定將雕塑暫時置於中大。

### 登上獅子山
2019年10月13日清晨，20多名反修例運動抗爭者將重達80公斤、象徵逆權運動精神的民主女神像歷經4小時努力運送上獅子山山頂，團隊希望借此行動為參與這場反修例運動的香港人打氣，亦期望獅子山山頂是女神像的最後歸所。一天後，女神像便遭破壞，雕像身軀被噴上紅色漆油，腿部斷裂，倒臥獅子山山頭。「香港民主女神」團隊表示女神像被破壞屬意料中事，暫沒有計劃復修。

### 「香港の不自由展」
2020年1月27日至2月15日，團隊在東京銀座舉辦名為「香港の不自由展」的藝術展覽，展出36件反送中運動相關的作品。主辦單位還製作了由2019年6月至12月為止的反送中運動時序表，從日本人的角度出發，盼令觀展的日本訪客能夠在短時間內明白反送中運動的前因、抗爭者經歷的打壓、五大訴求等等。。

### 「我地重未__展覽」
2020年5月21日至6月7日，香港民主女神像團隊於深水埗大南街藝文空間 openground 舉辦「我地重未__展覽」，展覽名稱留白位置是希望觀眾「填上心中覺得對香港重要，但未做到事，並以此作一個對自己提醒」。展覽展出了重新製作、高2.1米的全新香港民主女神像。民主女神像左手撐著展場天花，右手抵著地板，喻意港人面對極權打壓，仍堅守信念力抗到底。 展覽亦展出了於獅子山頂回收的原版女神像配件，參觀者可以親手觸摸或戴上，感受女神像的質感和重量。同場擺放女神像半製成品，讓參觀者了解製作過程。團隊原先打算展出從獅子山腰尋回、被推落山崖的民女「下半身」，放在地面咖啡店內，但因場地被食環署警告而放棄。 場地另一邊設立專題展區，擺放2019年聖誕節由蘋果日報美術部設計、一套11款的反送中運動參與者公仔，全部由女神團隊立體化及3D打印。團隊另外製作3件40厘米Q版女神公仔，邀請插畫師及漫畫家阿塗（Ah To）、本地街頭藝術創作團隊Afterworkshop和當代藝術家黃國才（Kacey Wong）上色，並作即場義賣，拍賣總共籌到港幣$163,888，扣除成本後向612人道支援基金捐出$156,888。

### 理大校方下令移除抗爭者雕像 被保安員毀壞
2020年6月13日，理工大學學生報編委會指，在學生會大樓內存放，由學生製造的抗爭者雕像，被校方要求移走。而保安員將雕像搬到儲物室期間被毀壞。學生會會長吳智浩對校方破壞雕像感到憤怒，決定追究事件，表示校方以往都會默許，但現在卻多番阻撓。而理大學生會在Facebook專頁發文，表示嚴厲譴責校方粗暴破壞展品，要求出賠償、公開移除原因並作出道歉，不排除透過司法程序向校方索償。理大回覆媒體時表示，任何人士或團體使用校園空間或設施均須獲校方同意，校方有權移走未經同意而擺放的物品，並指雕像表達的訊息會引起不安情緒。

### Chickeeduck擺「民主女神像」被業主要求移除

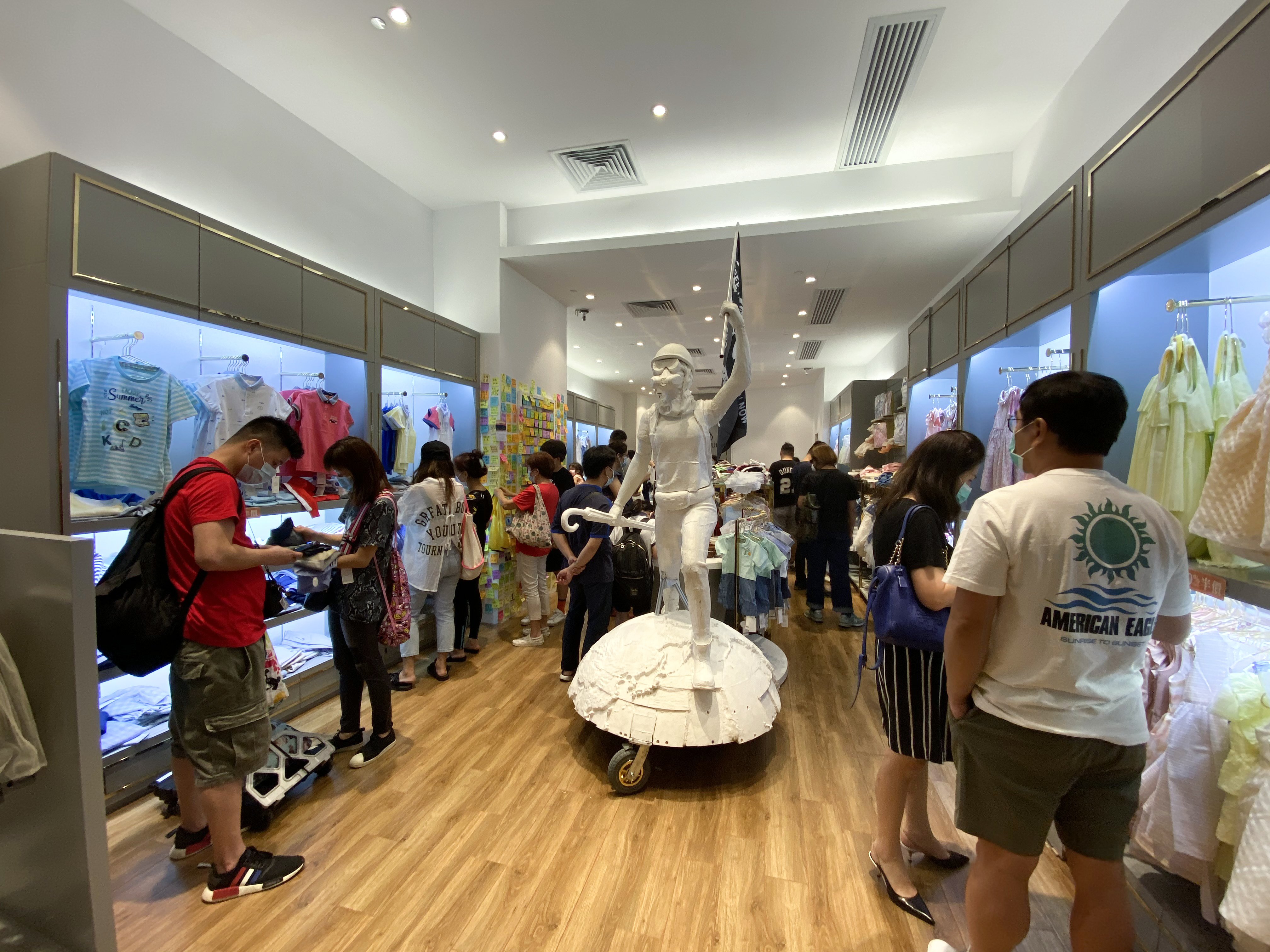
2020年6月17日，童裝店Chickeeduck在D·PARK愉景新城分店擺放了兩米高的女神像，商場業主去信該店要求移除

2020年6月16日，童裝店Chickeeduck在荃灣D·PARK愉景新城商場的分店擺放了兩米高的香港民主女神像，店內亦設有連儂牆和介紹民主自由的兒童圖書。不過商場業主在下午去信該店，以租約要求店舖裝飾需符合標準及滿足業主要求，並先獲業主書面同意為由，要求移除女神像。信件也提及店內的「展覽」會引來公眾人士到場，不符合租約要求，指商戶舉辦展覽需持有公眾娛樂場所牌照，否則會違反法例。Chickeeduck行政總裁周小龍期望擺設該雕像，可教育小孩民主自由的重要，表示會與商場商討事件。 屯門巿廣場二樓商舖的業主則認為Chickeeduck於屯門巿廣場的店舖內設置「民主女神像」違反租約，於2020年8月11日入稟香港高等法院，要求法院頒令Chickeeduck在24小時內移除該雕像，以及就違反租約賠償損失。

## 外部連結
- 香港民主女神像立體打印檔案